# Overcome (아침의 음반)
《Overcome》(오버컴)은 대한민국의 인디 록 밴드 아침의 두 번째 정규 음반이다. 2012년 9월 6일 붕가붕가레코드를 통하여 발매되었다. 음반에는 밴드가 2011년에 발표한 EP 《Hyperactivity》에 수록된 2곡과 신곡 10곡이 수록되어 있다.

## 수록곡
1. Villain
2. Overcome
3. 02시 무지개
4. DOH!
5. 피핑톰
6. 와이파이
7. Hyperactivity
8. lowtension
9. 아는여자
10. 스포트라이트
11. 2호선
12. 2012

## 참가
- 권선욱 - 보컬, 기타
- 김수열 - 드럼
- 김경주 - 건반
- 이상규 - 기타
- 김정민 - 베이스 기타